# Winthemia australis
Winthemia australis är en tvåvingeart som beskrevs av Louis-Paul Mesnil 1949. Winthemia australis ingår i släktet Winthemia och familjen parasitflugor.
Artens utbredningsområde är Réunion. Inga underarter finns listade i Catalogue of Life.